# Бриджпорт Айлендерс
«Бри́джпорт Айлендерс» (англ. Bridgeport Islanders) — хоккейная команда, выступающая в Американской хоккейной лиге. Базируется в городе Бриджпорт, штат Коннектикут, США, домашние матчи проводит на «Тотал Мортгедж-арене».

## История
«Бриджпорт Саунд Тайгерс» были образованы в 2001 году. Является фарм-клубом «Нью-Йорк Айлендерс». В своем первом сезоне в АХЛ 2001/02 команда добралась до финала Кубка Колдера, где уступила со счетом 4-1 в серии команде «Чикаго Вулвз». Первые два сезона тренером команды являлся Стив Стерлинг, которого затем сменил Джек Капуано. Многие игроки «Саунд Тайгерс» стали игроками основного состава «Нью-Йорк Айлендерс»: Трент Хантер, Рик Дипьетро, Крис Камполи, Брюно Жерве и Шон Бергенхайм. Некоторые из них играют в различных клубах НХЛ и Европы: Джефф Хэмилтон, Эрик Годар, Раффи Торрес, Уэйд Дубелевич.
Талисман команды «Бриджпорт» носит имя «Сторм», что в переводе означает «буря», «шторм».
10 мая 2021 года было объявлено, что начиная с сезона 2021/22 команда сменит название на «Бриджпорт Айлендерс». 

## Клубные рекорды
Сезон
Голы (43) — Джефф Хэмилтон - (2003-04)
Передачи (48) — Роб Колинз - (2005-06)
Очки (76) — Джефф Тамбеллини - (2007-08)
Штраф (295) — Эрик Годар - (2004-05)
Коэффициент пропущенных голов (1,38) — Уэйд Дубелевич - (2007-08) - рекорд АХЛ
Карьера в клубе
Голы — 89 — Джефф Хэмилтон
Передачи — 126 — Джереми Коллитон
Очки — 203 — Джереми Коллитон
Штраф — 857 — Бретт Гэллант
Вратарские победы — 81 — Уэйд Дубелевич
«Сухие» игры — 15 — Уэйд Дубилевич
Игры — 368 — Марк Уоттон

## Логотипы
- Логотип с 2001 по 2021 год
- Логотип с 2021 по 2024 год